# Episodi di Bulletproof (seconda stagione)
La seconda stagione della serie televisiva Bulletproof, composta da 8 episodi, è stata trasmessa nel Regno Unito su Sky One dal 20 marzo al 1º maggio 2020.
In Italia la stagione è stata trasmessa su Sky Investigation, canale a pagamento della piattaforma satellitare Sky, dal 25 luglio al 15 agosto 2021.
| n° | Titolo originale | Titolo italiano | Prima TV UK    | Prima TV Italia |
| -- | ---------------- | --------------- | -------------- | --------------- |
| 1  | Episode 1        | Episodio 1      | 20 marzo 2020  | 25 luglio 2021  |
| 2  | Episode 2        | Episodio 2      | 27 marzo 2020  | 25 luglio 2021  |
| 3  | Episode 3        | Episodio 3      | 3 aprile 2020  | 1º agosto 2021  |
| 4  | Episode 4        | Episodio 4      | 10 aprile 2020 | 1º agosto 2021  |
| 5  | Episode 5        | Episodio 5      | 17 aprile 2020 | 8 agosto 2021   |
| 6  | Episode 6        | Episodio 6      | 24 aprile 2020 | 8 agosto 2021   |
| 7  | Episode 7        | Episodio 7      | 1º maggio 2020 | 15 agosto 2021  |
| 8  | Episode 8        | Episodio 8      | 1º maggio 2020 | 15 agosto 2021  |

## Episodio 1
- Titolo originale: Episode 1
- Diretto da: Diarmuid Goggins
- Scritto da: Nick Love

### Trama
- Ascolti UK: 348 028 telespettatori[3]

## Episodio 2
- Titolo originale: Episode 2
- Diretto da: Diarmuid Goggins
- Scritto da: Nick Love

### Trama
- Ascolti UK: 715 322 telespettatori[3]

## Episodio 3
- Titolo originale: Episode 3
- Diretto da: Diarmuid Goggins
- Scritto da: Noel Clarke e Nick Love

### Trama
- Ascolti UK: 656 203 telespettatori[3]

## Episodio 4
- Titolo originale: Episode 4
- Diretto da: Dominic Leclerc
- Scritto da: Richard Zajdlic

### Trama
- Ascolti UK: 737 365 telespettatori[3]

## Episodio 5
- Titolo originale: Episode 5
- Diretto da: Dominic Leclerc
- Scritto da: Nick Love

### Trama
- Ascolti UK: 888 671 telespettatori[3]

## Episodio 6
- Titolo originale: Episode 6
- Diretto da: Dominic Leclerc
- Scritto da: Jerome Bucchan-Nelson

### Trama
- Ascolti UK: 813 328 telespettatori[3]

## Episodio 7
- Titolo originale: Episode 7
- Diretto da: Sarmad Masud
- Scritto da: Ashley Walters e Nick Love

### Trama
- Ascolti UK: 669 956 telespettatori[3]

## Episodio 8
- Titolo originale: Episode 8
- Diretto da: Sarmad Masud
- Scritto da: Noel Clarke e Jerome Bucchan-Nelson

### Trama
- Ascolti UK: 686 974 telespettatori[3]